# Алианс на патриотите в Грузия
Алиансът на патриотите в Грузия (на грузински: საქართველოს პატრიოტთა ალიანსი) е дясна националноконсервативна политическа партия в Грузия.
Създадена е през 2012 година около телевизионния канал „Обиективи“, ръководен от партийната лидерка Ирма Инашвили. Партията заема антитурски, антиевропейски и проруски позиции. На изборите през 2016 година получава 5% от гласовете и 6 от 150 места в парламента.